# Frank Stanley
Frank Walter Stanley (* 5. Mai 1922 in New York; † 21. Dezember 1999 in Sarasota, Florida) war ein US-amerikanischer Kameramann.

## Leben
Stanley hatte noch vor Kriegseintritt der USA 1941 an der Columbia University seines Heimatstaates New York zu studieren begonnen. Nach der Entlassung aus dem Militärdienst (bei den US-Marines) ging er nach Kalifornien, wo er seine berufliche Laufbahn als Assistent im Filmlabor begann. Eine seiner ersten wichtigeren Tätigkeiten war die eines Spezialeffektefotografen bei Cecil B. DeMilles Bibelepos Die zehn Gebote.
Anschließend diente Stanley als einfacher Kameramann bei Filmen wie Howard Hawks’ Tierfänger-Abenteuer Hatari!, Robert Mulligans Oscar-preisgekröntes Justiz- und Rassendrama Wer die Nachtigall stört und Blake Edwards’ Spionin-Musical Darling Lili. Bei dem Edwards-Western Missouri diente er als Chefkameramann der Second Unit. Im selben Jahr avancierte Frank Stanley zum Chefkameramann.
Bis in die frühen 80er Jahre hinein fotografierte Stanley eine Fülle von hochgradig kommerziellen, überwiegend professionell gemachten A-Produktionen – darunter einige Werke von Clint Eastwood. Für seine Arbeit an Tom Sawyers Abenteuer erhielt er eine Oscar-Nominierung, zu Steven Spielbergs Kriegs- und Militärparodie 1941 – Wo bitte geht’s nach Hollywood lieferte er 1978 einige Zusatzaufnahmen. Im selben Jahr drehte er sein wohl bekanntestes Werk Zehn – Die Traumfrau, eine Komödie aus der Hand von Blake Edwards.
In den 70er und 80er Jahren stand Frank Stanley außerdem bei einer Fülle von Fernsehfilmen hinter der Kamera.

## Filmografie
Als Chefkameramann
- 1971: Der Cowboy (J.W. Coop)
- 1971: Der Mörder im weißen Mantel (The Carey Treatment)
- 1971: A Separate Peace
- 1973: Tom Sawyers Abenteuer (Tom Sawyer)
- 1973: Begegnung am Vormittag
- 1973: Calahan (Magnum Force)
- 1973: Die Letzten beißen die Hunde
- 1974: Willie Dynamite
- 1974: Im Auftrag des Drachen
- 1975: Was nützt dem toten Hund ein Beefsteak? (Mr. Ricco)
- 1976: Car Wash – Der ausgeflippte Waschsalon
- 1977: A Hero Ain’t Nothin’ But a Sandwich
- 1977: Helden von heute (Heroes)
- 1978: Zwei heiße Typen auf dem Highway (Corvette Summer)
- 1978: Der große Trick (The Big Fix)
- 1978: Zehn – Die Traumfrau
- 1979: The Fish That Saved Pittsburgh
- 1979: Oh, Moses!
- 1980: Geheimauftrag Hollywood (Under the Rainbow)
- 1981: Grease 2
- 1983: The Prodigal
- 1985: Love, Mary (TV)

Weitere Filmarbeit
- 1962: Hatari (Hatari!) – als Kameraassistent
- 1962: Wer die Nachtigall stört (To Kill a Mockingbird) – als Kameraassistent
- 1971: Missouri (Wild Rovers) – als Kameramann, second unit
- 1977: Unheimliche Begegnung der dritten Art (Close Encounters of the Third Kind) – als zusätzlicher Kameramann
- 1979: 1941 – Wo bitte geht’s nach Hollywood (1941) – als zusätzlicher Kameramann